# تربشیک (منطقه بنشوف)
تربشیک (منطقه بنشوف) (به لاتین: Třebešice (Benešov District)) یک سکونتگاه مسکونی در جمهوری چک است که در Benešov District واقع شده‌است.

## خصوصیات
تربشیک ۴٫۱۷ کیلومترمربع مساحت دارد ۴۳۱ متر بالاتر از سطح دریا واقع شده‌است.